# خوان هرنانجومز
خوان هرنانجومز (بالإسبانية: Juancho Hernangómez)‏ مواليد 28 سبتمبر 1995 في مدريد، هو لاعب كرة سلة إسباني بدأ مسيرته الاحترافية في سنة 2012 يلعب مع فريق سي بي إستوديانتس في الدوري الإسباني لكرة السلة ويحمل الرقم 41. يبلغ طوله 6 قدم 9 بوصة (2.1 م).

## روابط خارجية
- خوان هرنانجومز على موقع الاتحاد الدولي لكرة السلة (الإنجليزية)
- خوان هرنانجومز على موقع إن بي أي (الإنجليزية)
- خوان هرنانجومز على موقع سبورتس رفرنس (الإنجليزية)
- خوان هرنانجومز على موقع الدوري الإسباني لكرة السلة (الإسبانية)
- خوان هرنانجومز على موقع كرة السلة الأوروبية.كوم (الإنجليزية)
- خوان هرنانجومز على موقع DraftExpress.com (الإنجليزية)
- خوان هرنانجومز على موقع إي إس بي إن.كوم (الإنجليزية)
- خوان هرنانجومز على موقع ريلجم (الإنجليزية)
- خوان هرنانجومز على موقع بروبوليرز (الإنجليزية)
- خوان هرنانجومز على موقع سبورتس رفرنس (الإنجليزية)